# Micropeza armipennis
Micropeza armipennis är en tvåvingeart som beskrevs av Mario Bezzi 1924. Micropeza armipennis ingår i släktet Micropeza och familjen skridflugor. Inga underarter finns listade i Catalogue of Life.